# Шведская хроника
«Шведская хроника» (швед. Svenska Krönika) — исторический труд шведского писателя Олауса Петри, написанный примерно в 1530-х годах и охватывающий всю историю Швеции с древнейших времён. «Хроника» заложила основы национальной историографии.
Петри использовал в своей работе все доступные ему архивные документы и литературные источники, в числе которых были «Деяния епископов Гамбургской церкви» Адама Бременского (XI век), «Хроника Эрика» (первая половина XIV века), анонимная «Прозаическая хроника» и «Хроника королевства готов» Эрика Олаи (XV век). После смерти автора «Шведскую хронику» прочёл король Густав I Ваза, которого разгневало некомплиментарное по отношению к короне описание ряда событий. Все рукописи были конфискованы, печатать «Хронику» было запрещено и с тех пор она распространялась только в списках. В научный оборот хронику ввёл в 1787 году французский учёный Л. Ф. Гинеман де Каральо, опубликовавший в Париже посвящённое ей исследование.
В 1818 году «Шведская хроника» была опубликована в Scriptores rerum Suec. medii aevi, а в 1860 году выпущена отдельным изданием под редакцией Густава Клемминга. В 1898 году в Гётеборге увидела свет монография шведского учёного Л. Ставенова «Олаус Петри как историописатель» (швед. Olaus Petri som historieskrivare), в которой автор отметил главные достоинства исторического труда Петри — объективность оценок и исторический критицизм. В монографии Г. Т. Вестина «Историк Олаус Петри» (швед. Historieskrivaren Olaus Petri), опубликованной в 1946 году в Лунде, подробно рассмотрены источниковая база «Шведской хроники» Петри и методы его работы с историческим материалом. В исследовании Улофа Ферма «Olaus Petri och Heliga Birgitta», выпущенном в Стокгольме в 2007 году, прослеживаются сходство идеологических воззрений Петри и Меланхтона, литературно-стилистичекие параллели между «Шведской хроникой» и «Всеобщей историей» Полибия.